# Alexander Hansen
Paul Alexander Hansen, född 6 januari 1979 i Ystad, är en svensk före detta handbollsspelare (vänstersexa). Han spelade 22 A-landskamper för Sveriges landslag, men utan att delta i något mästerskap.

## Handbollskarriär
Alexander Hansen började sin karriär i IFK Ystad. 2003–2006 spelade han i Lugi HF. Säsongen 2006/2007 var han tillbaka i IFK Ystad, men blev under hösten vid en dopingkontroll ertappad med kokain i blodet och blev avstängd i 16 månader.
Säsongen 2010/2011 återupptog han sin handbollskarriär efter fyra års uppehåll, i Trelleborgslaget Stavstens IF.

## Klubbar
- IFK Ystad (–2003)
- VfL Pfullingen (2003)
- Lugi HF (2003–2006)
- IFK Ystad (2006)
- Stavstens IF (2010–2012)
- Nordsjælland Håndbold (2012–2013)
- HK Malmö (2013–2015)